# Fly High
Fly High – trzynasty singel Ayumi Hamasaki, wydany 9 lutego 2000 roku. Piosenka została wcześniej zawarta w albumie LOVEppears, Fly High zadebiutował na trzeciej pozycji na listach przebojów Oricon (w 1999 roku). Sprzedano 299 540 kopii (limit to 300 000 kopii). Singel znalazł się na 1. miejscu w rankingu Oricon (w 2000 roku).

## Lista utworów
| Nr  | Tytuł                                          | Muzyka           | Aranżacja | Czas  |
| --- | ---------------------------------------------- | ---------------- | --------- | ----- |
| 1.  | "Fly High (HΛL's MIX 2000)"                    | D・A・I          | HΛL       | 4:14  |
| 2.  | "Fly High (SAMPLE MADNESS REMIX)"              | D・A・I          |           | 5:06  |
| 3.  | "Fly High (Supreme Mix)"                       | D・A・I          |           | 6:25  |
| 4.  | "Fly High (Acoustic Orchestra Version)"        | D・A・I          |           | 4:11  |
| 5.  | "Fly High (SHARP BOYS U.K. VOCAL MIX)"         | D・A・I          |           | 4:04  |
| 6.  | "Fly High (Saturation Remix)"                  | D・A・I          |           | 3:55  |
| 7.  | "appears (HW Club Mix)"                        | Kazuhito Kikuchi |           | 5:26  |
| 8.  | "Fly High (Dub's F Remix)"                     | D・A・I          |           | 10:43 |
| 9.  | "Fly High -NON STOP MIX- (N.S DANCE MEGA MIX)" | D・A・I          |           | 12:52 |
| 10. | "kanariya (fake compilation)"                  | Yasuhiko Hoshino |           | 5:11  |
| 11. | "Fly High (Album Version -Instrumental-)"      | D・A・I          |           | 4:10  |
| 12. | "Fly High (Vocal Track)"                       | D・A・I          |           | 3:20  |

## Wystąpienia na żywo
- 31 grudnia 1999 – Avex Millennium Countdown
- 15 marca 2000 – Japan Gold Disc Award
- 31 marca 2000 – Music Station
- 4 kwietnia 2000 – Hey! Hey! Hey!
- 31 sierpnia 2000 – Avex Summer Paradise
- 2 października 2000 – SMAPxSMAP